# 타이타늄철석

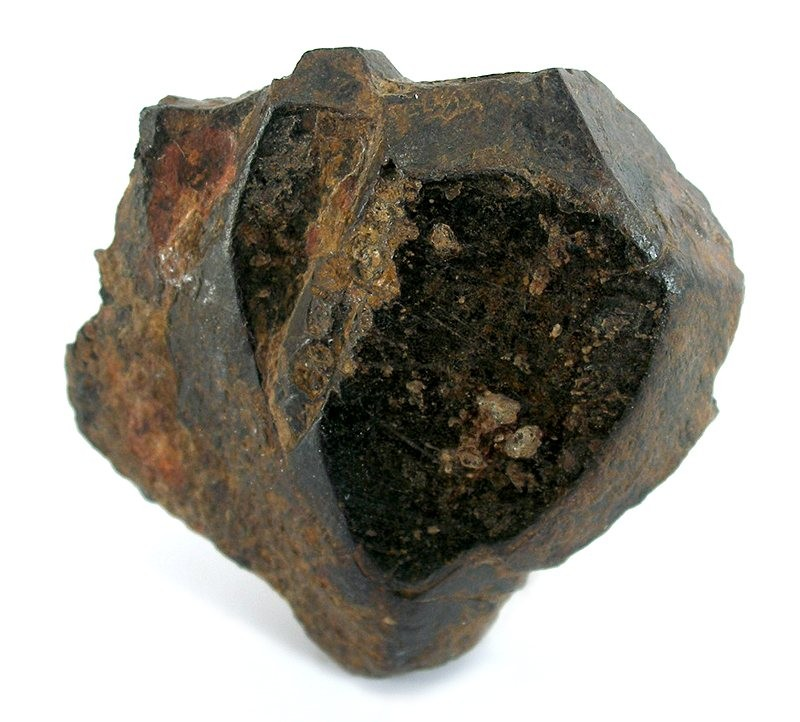

타이타늄철석(Ilmenite)은 화학식 FeTiO3을 갖는 타이타늄-철 산화광물이다. 약간의 자성을 띄는 검은색/회색 고체이다. 타이타늄철석은 가장 중요한 타이타늄 광석이며 도료, 인쇄용 잉크, 직물, 플라스틱, 종이, 선크린(suncreen), 음식, 화장품에 사용되는 이산화 타이타늄의 주 성분이다.